# 인디안 섬머 (1972년 영화)
인디안 섬머(La prima notte di quiete, Indian summe)는 프랑스에서 제작된 발레리오 주를리니 감독의 1972년 드라마 영화이다. 알랭 들롱 등이 주연으로 출연하였다.

## 출연

### 주연
- 알랭 들롱
- 지안카를로 지아니니
- 소니아 페트로브나

### 조연
- 레나토 살바토리
- 알리다 발리
- 아달베르토 마리아 멀리